# Kurt Schmaltz
Kurt Robert Schmaltz (* 14. Juli 1900 in Saargemünd (Lothringen); † 16. Februar 1995 in Heidelberg) war ein deutscher Professor, Wirtschaftswissenschaftler und Manager. Er war Mitbegründers des berühmten Kommentars Adler/Düring/Schmaltz: Rechnungslegung und Prüfung der Unternehmen, kurz ADS, einem der Standardwerke der Wirtschaftsprüfung, erstmals erschienen 1938.

## Leben

### Kindheit und Ausbildung
Als Sohn eines Lokomotivführers besuchte er die Grundschule in Saargemünd (Lothringen) und Luxemburg.
Während des Ersten Weltkrieges besuchte er die Gymnasien in Virton (Belgien), sowie in Straßburg, bevor er im Juli 1918 in das dort ansässige 1. Unter-Elsässische Infanterie-Regiment Nr. 132 eintrat, aber nicht mehr am Kampfgeschehen teilnehmen musste.
Nach dem Abitur und der der Ausweisung aus Straßburg 1919 studierte er zuerst einige Semester Rechts- und Staatswissenschaften an der Universität Freiburg im Breisgau, bevor er zum Studium der Betriebswirtschaftslehre an die Handelshochschule Mannheim, der heutigen Universität Mannheim, zu Professor Heinrich Nicklisch wechselte und dort 1921 seine kaufmännische Prüfung ablegte. Als Nicklisch 1921 einen Ruf an die Handelshochschule Berlin bekam, ging Schmaltz mit und arbeitete bis 1922 als Assistent am Lehrstuhl mit. Zur Promotion wechselte er an die Universität Frankfurt am Main zu Professor Fritz Schmidt, wo er 1922 zum Dr. rer. pol. promoviert wurde.

### Berufliche Tätigkeiten
Nach seiner Promotion war er weiterhin an der Handelshochschule in Berlin als Leiter der Zentral-Seminar-Bibliothek und u. a. als Schriftleiter der Zeitschrift »Handelswissenschaft und Handelspraxis« (ab 1930 »Die Betriebswirtschaft«) fachwissenschaftlich literarisch tätig. Dabei übernahm er beispielsweise auch die Schriftleitung der 2. Auflage des Handwörterbuch der Betriebswirtschaft von Prof. Nicklisch.
Außerdem hielt er ab 1926 betriebswirtschaftliche Vorlesungen an der Universität Halle und habilitierte sich hier 1928 für Betriebswirtschaftslehre. 1935 wurde er zum nichtbeamteten außerordentlichen Professor ernannt.
Die Jahre nach 1929, welche durch die großen Weltwirtschaftskrise und den Zusammenbruch großer Unternehmen gekennzeichnet waren, sowie 1931 die Deutsche Bankenkrise 1931 zwangen den Gesetzgeber zur Einführung einer Pflichtprüfung für Aktiengesellschaften und der damit verbundenen Gründung des Berufs des Wirtschaftsprüfers. Schmaltz bestand 1932 die Prüfung zum Wirtschaftsprüfer und arbeitete seitdem in seiner eigenen Praxis. Nebenher war er fachlich im Berliner Wirtschaftsprüfungsinstitut tätig und machte dort die Bekanntschaft mit den Wirtschaftsprüfern und Rechtsanwälten Dr. Hans Adler und Walther Düring. Als 1937 die Erstfassung des deutschen Aktiengesetzes verabschiedet wurde, entschieden sich Adler, Düring und Schmaltz einen gemeinsamen Handkommentar für Bilanzierung und Prüfungspraxis zu verfassen, welcher heute noch unter als Standardwerk in der Wirtschaftsprüfung gilt. Neben den vorhandenen Erläuterungsbüchern, wollten die Autoren eine Spezialerläuterung des Abschnitts über die Rechnungslegung, insbesondere die handelsrechtliche und betriebswirtschaftliche Bilanzierung, vorlegen.
Zum 1. Mai 1937 trat Schmaltz der NSDAP bei und schloss sich auch der SA an.
Mit dem Anschluss Österreichs an das Deutsche Reich 1938 galt dort auch das deutsche Aktienrecht, weswegen Schmaltz im Herbst 1938 Schulungen für Wirtschaftstreuhänder in Österreich durchführte und nach Kriegsbeginn im April 1940 als Kriegsverwaltungsrat eingezogen wurde. Tätig war Schmaltz im Wirtschafts- und Rüstungsamt beim Oberkommando der Wehrmacht und integrierte als Sonderführer Betriebe besetzter Länder in die deutsche Rüstungswirtschaft. 1941 erteilte die Wirtschaftshochschule Berlin Schmaltz einen Lehrauftrag für Wirtschaftsprüfung, jedoch hielt er weiterhin Vorlesungen in Halle bis 1945.
1942 wurde Schmaltz Vorstand der Deutschen Revisions- und Treuhand AG (später C&L Deutsche Revision Aktiengesellschaft, heute PricewaterhouseCoopers) und verlegte die Hauptverwaltung 1944 nach Naumburg. Zu Ende des Krieges flüchtete er mit seiner Familie nach Heidelberg zu seinen Verwandten, wo er 1945 in amerikanische Kriegsgefangenschaft kam.
Nach dem Krieg vertrat er den 1947 plötzlich verstorbenen kaufmännischen Leiter des Zementwerks Blaubeuren, ein Unternehmen der Portland Zementwerke Heidelberg AG. 1949 wurde er zum Vorstandsmitglied der Portland Zementwerke Heidelberg AG mit Verantwortung für das Finanz- und Rechnungswesen berufen und nach 1950 auch Lehrbeauftragter an der Wirtschaftshochschule Mannheim.

## Werke
- Bilanz und Bilanzanalyse aus Amerika, 1927
- Bilanzanalyse, 1929
- Schriftleitung des Zeitschrift für Handelswissenschaft und Praxis, seit 1930 „Die Betriebswirtschaft“.
- Schriftleitung der 2. Auflage des Handwörterbuch der Betriebswirtschaft von Prof. Nicklisch.
- Kommentar zu den in der Aktienrechtsnovelle neu gefassten Bilanzvorschriften in „rechtlicher und wirtschaftlicher Bedeutung“, mit Prof. Ruth. 1932